# Technika – molodjoschi
Technika – molodjoschi (russisch Техника — молодёжи, „Technik – der Jugend“) ist eine populärwissenschaftliche russische Zeitschrift.
Sie wurde 1933 in der Sowjetunion gegründet und befasst sich mit naturwissenschaftlichen Themen sowie mit Science-Fiction.